# Dwór w Hruszowej
Dwór w Hruszowej – nieistniejący obecnie dwór rodziny Rodziewiczów wybudowany w miejscowości Hruszowa.

## Historia
Antoni Rodziewicz wybudował tu obszerny dwór w 1825. Maria Rodziewiczówna po śmierci ojca w 1881 zaczęła stopniowo przejmować kontrolę nad majątkiem Hruszowa aż do 1887, gdy przejęła go formalnie wraz z obciążeniem w postaci długów ojca i stryja, a także koniecznością spłaty rodzeństwa. Po śmierci babki, matki i siostry w połowie lat 90. XIX w. pisarka przez jakiś czas mieszkała w Hruszowej sama. Partnerką życiową Rodziewiczówny była Helena Weychert (ur. 1857), poznana w Stowarzyszeniu Ziemianek, która po ślubie brata Henryka Weycherta w 1895 wyjechała z Szystowic i zamieszkała w  Hruszowie. Weychert wprowadziła zmiany w prowadzeniu gospodarstwa (takie jak płodozmian czy uruchomienie gorzelni), które poprawiły przychody. Po kilku latach Weychert przeprowadziła się do Warszawy, kupując razem z Rodziewiczówną mieszkanie na Brackiej i posiadłość koło Falenicy. W Warszawie Weychert współtworzyła organizację feministyczną (1907). Dwór w Hruszowej promieniował jednak na okolicę ogólnym szerzeniem kultury, a okoliczni chłopi znajdowali tutaj pomoc medyczną. 
W czasie II wojny światowej (lub wkrótce po) dwór został spalony, a resztki później rozebrane do fundamentów. Ogród został wycięty. Na jego terenie wybudowano bazę remontową, później szkołę i budynki mieszkalne. Jedną z nielicznych pozostałości po majątku jest stojący do dziś dąb „Dewajtis”. Tuż obok tego dębu w 1994 roku Towarzystwo Miłośników Wołynia i Polesia z Warszawy wmurowało tablicę pamiątkową poświęconą Marii Rodziewiczównie.

## Opis
Dwór składał się on z trzech utrzymanych w tym samym stylu murowanych budynków, rozlokowanych wokół dziedzińca. Centralny, dziewięcioosiowy piętrowy dom miał portyk o czterech potężnych kolumnach w wielkim porządku dźwigających trójkątny fronton. Napis na frontonie głosił: „Boże, błogosław mieszkańcom. Dom ten zbudowany w jubileuszowym 1825 przez Antoniego i Eleonorę z Giełgudów Rodziewiczów”.
Po lewej stronie stał piętrowy lamus ozdobiony dziewięcioma kolumnami, po prawej stronie stał również piętrowy spichlerz. Od strony sadu do centralnego domu dobudowano drewnianą oranżerię. W skład zabudowań wchodziły też jednokondygnacyjny dom rządcy, oficyny, lodownia i owczarnia. Zabudowania gospodarcze utrzymane były w stylu harmonizującym z architekturą dworu.
Majątek w Hruszowej jest opisany w 2. tomie Dziejów rezydencji na dawnych kresach Rzeczypospolitej Romana Aftanazego.

## Park
Park dworski miał oryginalne założenie: był to sad przeplatany grupami starych drzew: lip, dębów, klonów i jesionów, tworzących malownicze altany. W pobliżu naroża domu stał ogromny, 500-letni dąb, o wysokości 25 m i średnicy pnia 175 cm, nazwany „Dewajtis” na pamiątkę dębu z jednej z powieści Marii Rodziewiczówny. Między grupami drzew zaplanowano rozarium i inne ogrody kwiatowe. W parku znajdowała się sadzawka z małym ostrowem, na nim figura Piotra Apostoła. Na brzegu sadzawki rosła olbrzymia, stara wierzba. 
Na lokalnym cmentarzu znajduje się grób rodziców Marii Rodziewiczówny, Henryka i Amelii z domu Kurzenieckiej oraz jej siostry.

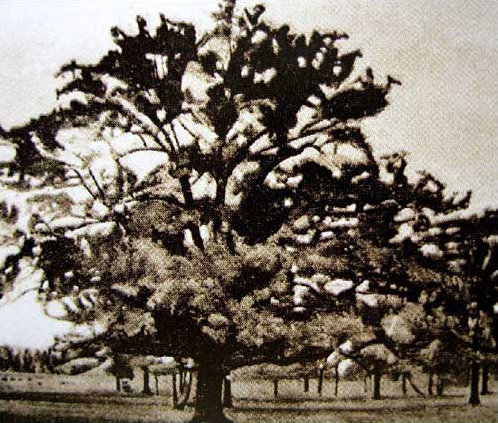
Dąb Dewajtis w Hruszowej (1937)
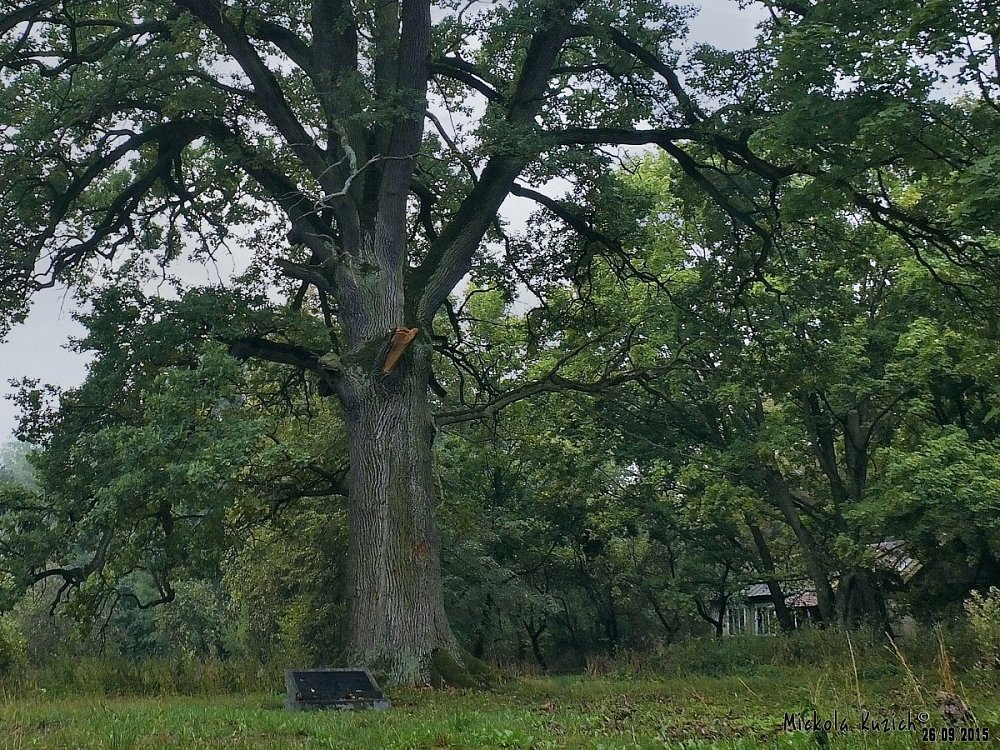
Dąb Dewajtis w Hruszowej (2015)
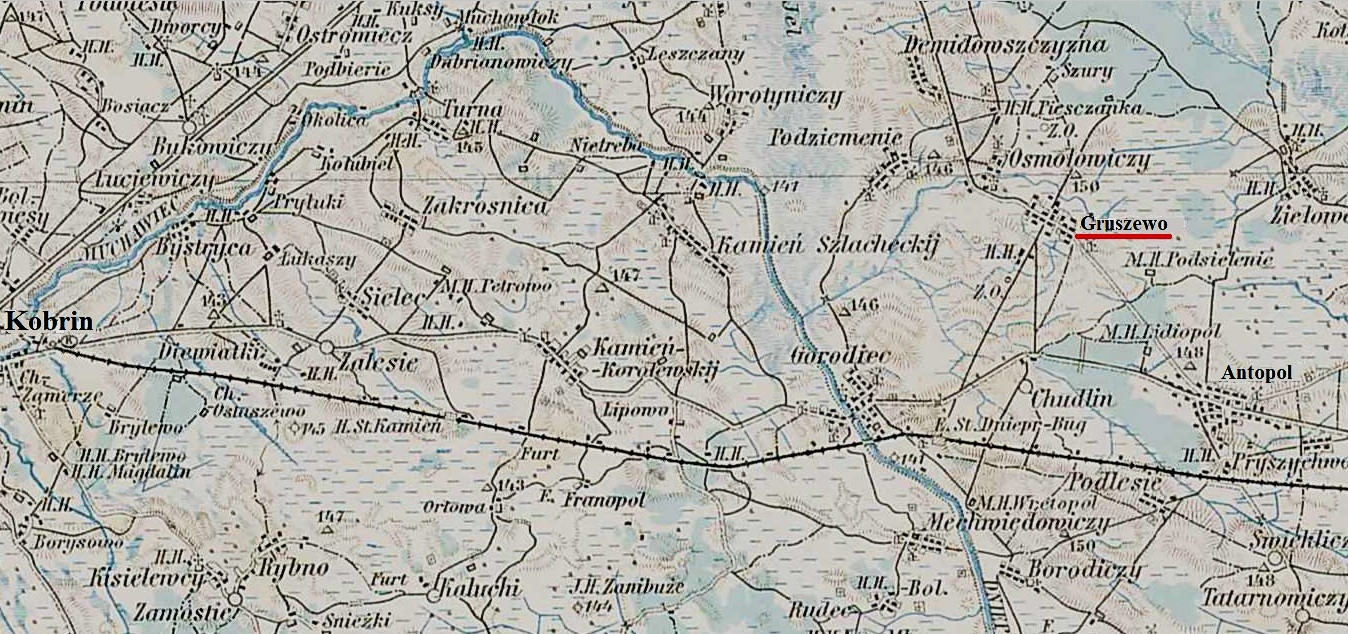
Kobrin, Antopol, Gruszewo (1910)
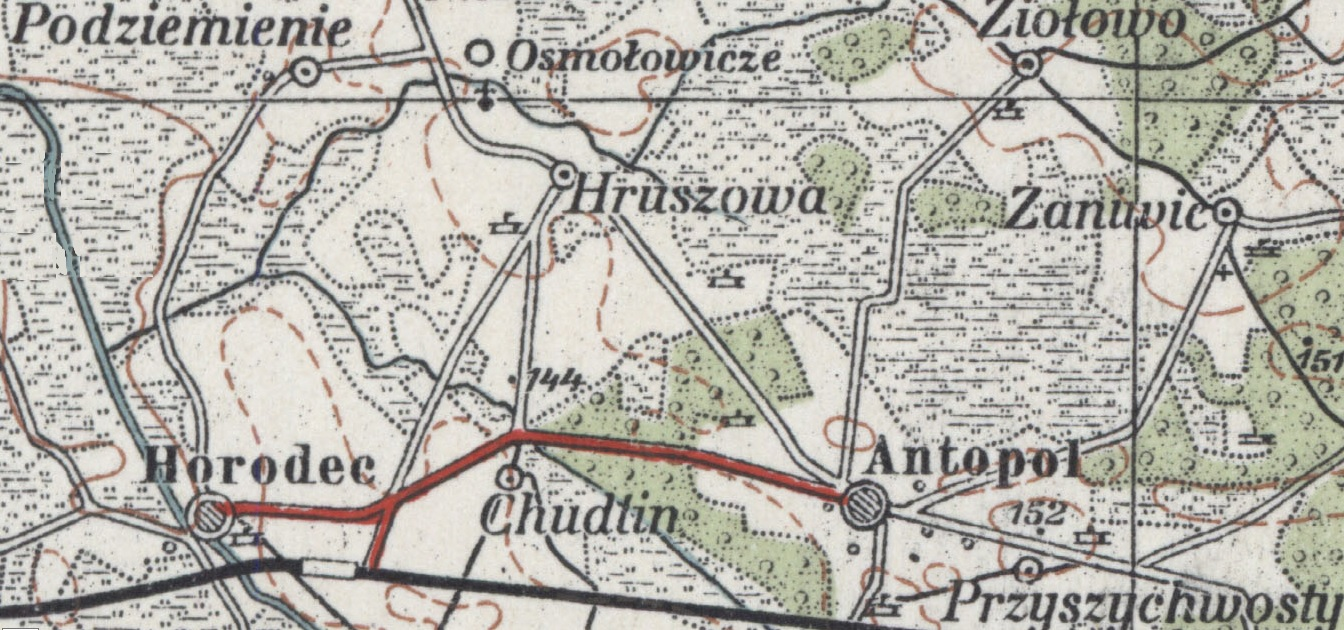
Na mapie 1927